# Daño directo al ADN

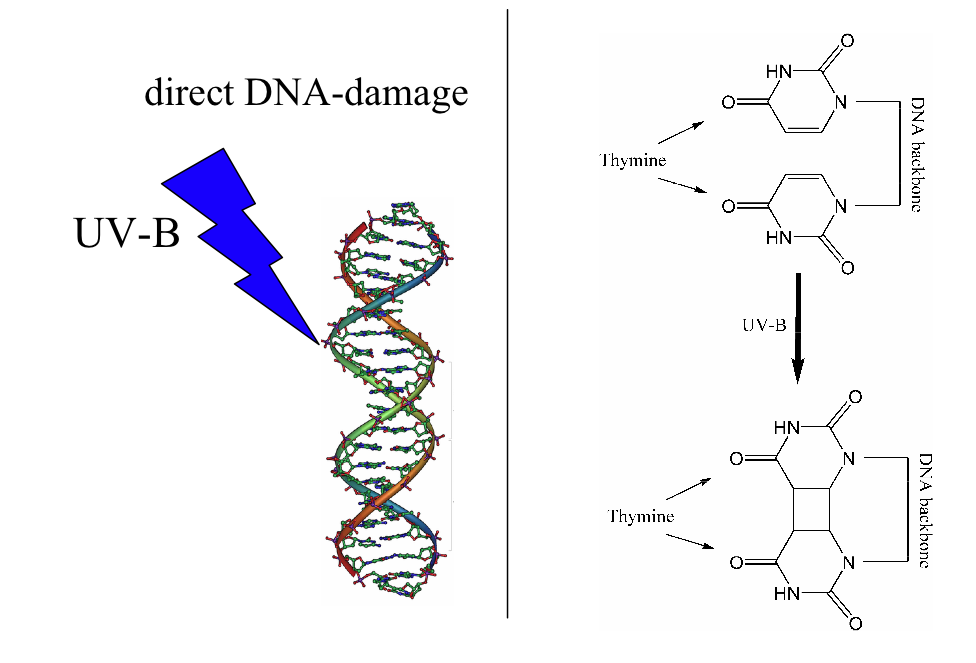
Daño directo del ADN.

El daño directo al ADN puede ocurrir cuándo el ADN absorbe directamente un fotón UVB , también por otras diversas razones. La radiación UVB forma dímeros de pirimidinas (generalmente dímeros de timina), los cuales las enzimas reproductivas no pueden copiar. Esto causa quemaduras solares y provoca la producción de melanina.
Otros nombres para el "daño directo del ADN" son:
- dímeros de pirimidinas
- dímeros de timina
- dímeros ciclobutano pirimidina (CPDs)
- UV- endonucleases metilación - sensibles (ESS)

Debido a las excelentes propiedades fotoquímicas del ADN, este es dañado solo por una pequeña parte de los fotones absorbidos. El ADN transforma más del 99,9% de los fotones en calor inofensivo (pero el daño de los restante un <0,1% es suficiente para causar quemaduras solares).  La transformación de la energía de excitación en calor inofensivo se produce a través de un proceso fotoquímico llamado conversión interna. En el ADN, esta conversión interna es extremadamente rápida (un subpicosegundo), y por lo tanto altamente eficiente, los nucleótidos individuales proporcionan una poderosa fotoprotección. Sin embargo, la recuperación al estado fundamental es mucho más lenta (picosegundos) para el contenido GC pero puede ser aún más lenta para el ADN de doble cadena en las condiciones del núcleo. El espectro de absorción del ADN se muestra muy eficiente para la radiación UVB y mucho más bajo para la radiación UVA . Dado que el espectro de acción de la quemadura es indistinguible del espectro de absorción del ADN, en general se acepta que los daños de ADN directos son la causa de las quemaduras solares. Mientras que el cuerpo humano reacciona a los daños directos del ADN con una señal de advertencia dolorosa, no hay tal señal de advertencia generada a partir del daño indirecto del ADN.

## Protector solar y melanoma
Un estudio realizado por Hanson sugiere que el protector solar penetra en la piel y amplifica la cantidad de radicales libres y el estrés oxidativo, esto contribuye a la formación del melanoma, esta idea no ha sido validada por otros investigadores.

## Efecto de absorción de los protectores solares
El daño directo del ADN se ve reducido por los protectores solares. Estos impiden la quemadura solar. Cuándo el protector solar se encuentra en la superficie de la piel,  filtra los rayos UV, y atenúa la intensidad de estos. Pero incluso cuándo el protector solar ha penetrado en las moléculas de la piel,  protege contra el daño directo del ADN , porque los rayos UV de la luz son absorbidos por el protector solar y no por el ADN.